# Беленовка
Белено́вка (рос. Беленовка) — село у складі Оренбурзького району Оренбурзької області, Росія.

## Населення
Населення — 151 особа (2010; 135 у 2002).
Національний склад (станом на 2002 рік):
- росіяни — 67 %